# عصمت‌السطنه تیمورتاش
عصمت‌السطنه تیمورتاش خواهر عبدالحسین تیمورتاش، اولین وزیر دربار رضاشاه پهلوی بود. وی پس از قتل تیمورتاش، به همراه فرزندان برادرش (ایران، منوچهر، مهرپور و هوشنگ) به منطقه جنگل تربت حیدریه و کاشمر تبعید شد. عصمت‌السطنه که صاحب ثروت و مکنت فراوان بود مقداری از املاک حاصلخیز کاشمر را خرید و با عزل رضاخان به کاشمر مهاجرت نمود و به همراه فرزندان برادرش در این شهر مقیم شد. عصمت‌السطنه با غلام‌رضاخان شوکت ملقب به (شوکت‌الممالک) ازدواج کرد و صاحب فرزندانی به نام‌های مهدی، ابوتراب، و توراندخت شد. با مرگ زودرس همسر اول به تزویج ملا محمدعلی جلالی (جلال‌العلما) درآمد و صاحب فرزندانی به نام‌های ارفع، افسر، فتح‌الله و فضل‌الله گردید. از خدمات ارزنده عصمت‌السطنه تأسیس بیمارستانی در کاشمر است که املاکی را نیز وقف آن نمود.